# Wilhelm Bulster
Wilhelm Bulster (* 6. September 1803 in Buchen; † 29. März 1875 ebenda) war ein deutscher Verwaltungsbeamter und Richter.

## Leben
Wilhelm Bulster studierte Rechtswissenschaften an der Albert-Ludwigs-Universität Freiburg. 1823 wurde er Mitglied des Corps Suevia Freiburg. Nach dem Studium wurde er 1830 Rechtspraktikant. Anschließend wurde er Beamter im badischen Staatsdienst. Seit 1841 Assessor beim Bezirksamt Tauberbischofsheim, wurde er 1845 zum Amtmann und Amtsvorstand des Bezirksamts Sinsheim ernannt. 1847 wechselte er in gleicher Funktion zum Bezirksamt Waldshut. 1850 erfolgte seine Ernennung zum Oberamtmann und Amtsvorstand des Bezirksamts Mosbach und 1855 des Bezirksamts Neckargemünd. Nach dessen Aufhebung wechselte er 1857 in den Justizdienst und wurde Oberamtsrichter beim Amtsgericht Heidelberg. 1860 wechselte er zum Amtsgericht Tauberbischofsheim, wo er 1872 pensioniert wurde. er wurde in seinem Heimatort Buchen beigesetzt.